# Застава Британских Девичанских Острва
Застава Британских Девичанских Острва усвојена је 15. новембра 1960. године.
Састоји се од грба Британских Девичанских Острва на тамноплавој подлози и заставе Уједињеног Краљевства у горњем левом углу.
На грбу се налази св. Урсула која држи лампу девичанских следбеника.